# Vodopád

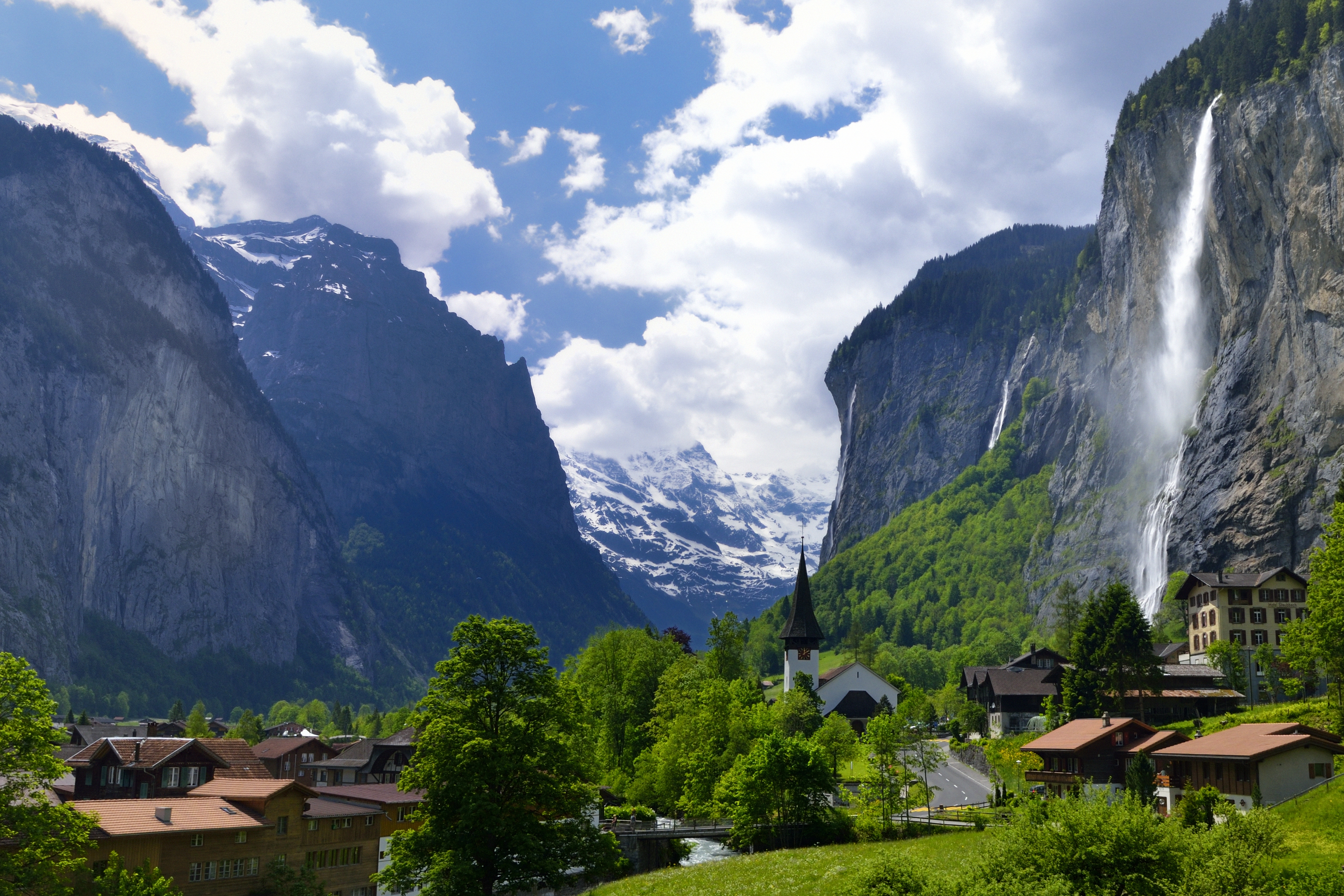
Staubbachfall ve Švýcarsku

Vodopád je příkrý až svislý stupeň v říčním korytě, přes který přepadá vodní tok. Příčiny vzniku vodopádu jsou strukturně geologické (odolné horniny spočívají na měkkých, síť puklin) nebo geomorfologické (visutá boční údolí). Mohlo by je však vytvářet i samotné proudění vody.

## Dělení
- kaskády – nízké vodopády
- katarakty – vodopády s širokým přepadovým lemem
- peřeje – nízké vodopády stupňovitě za sebou uspořádané

## Rekordy
Nejvyšším vodopádem světa je Tugela v Jihoafrické republice (983 m). Nejvyšší stupeň má ale Angelův vodopád ve Venezuele (807 m), a je tak nejvyšším volným vodopádem. Největší systém vodopádů (2,7 km široký přepadový lem a v závislosti na roční době 150 až 270 samostatných vodopádů) představují vodopády Iguaçu na hranici mezi Brazílií a Argentinou.
Nejvyšším vodopádem v Česku je Pančavský vodopád v Krkonoších, který je vysoký 148 m.
- Seznam nejvyšších vodopádů
- Seznam nejmohutnějších vodopádů

## Galerie

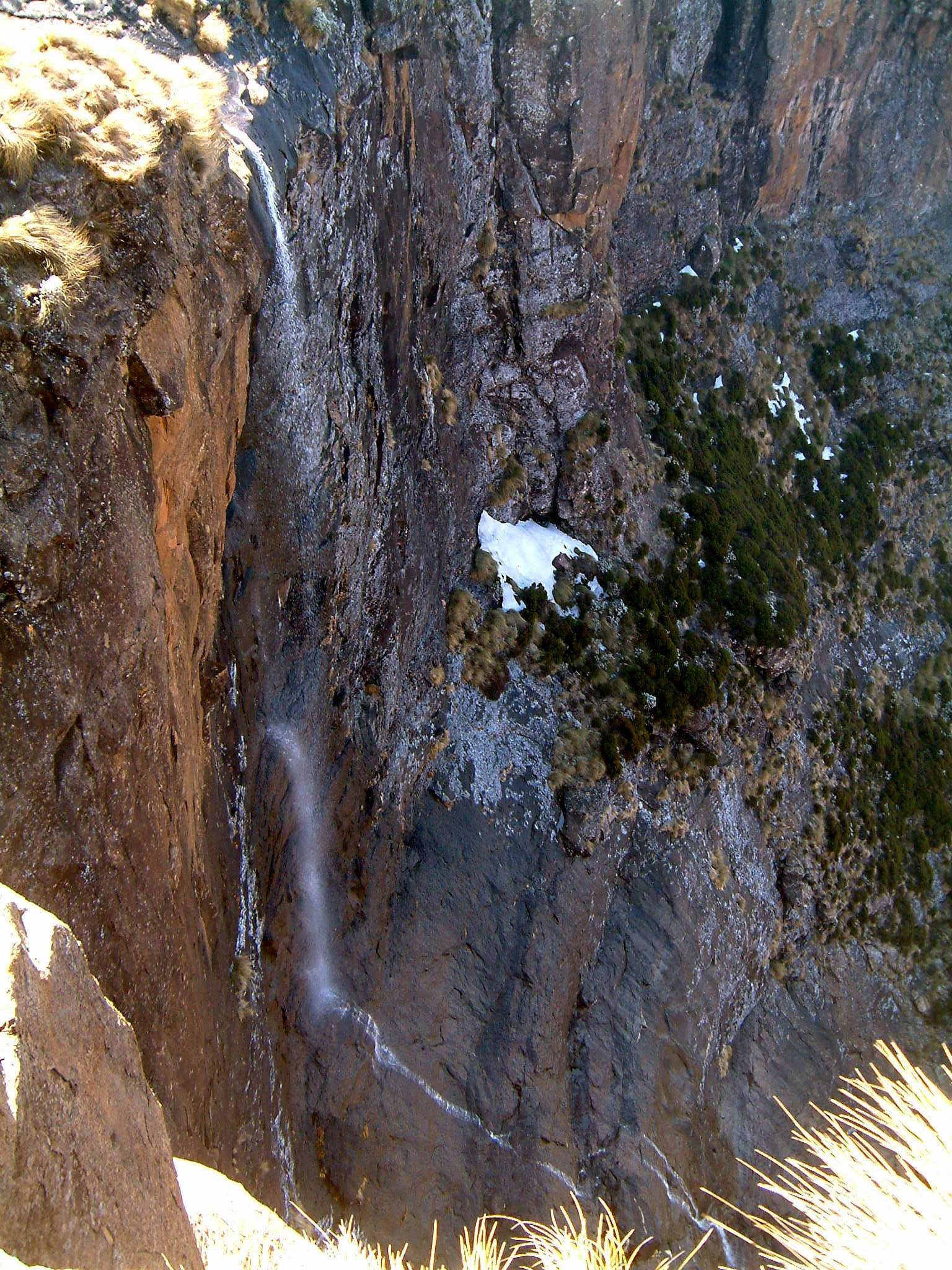
Tugela, nejvyšší vodopád světa, Jihoafrická republika
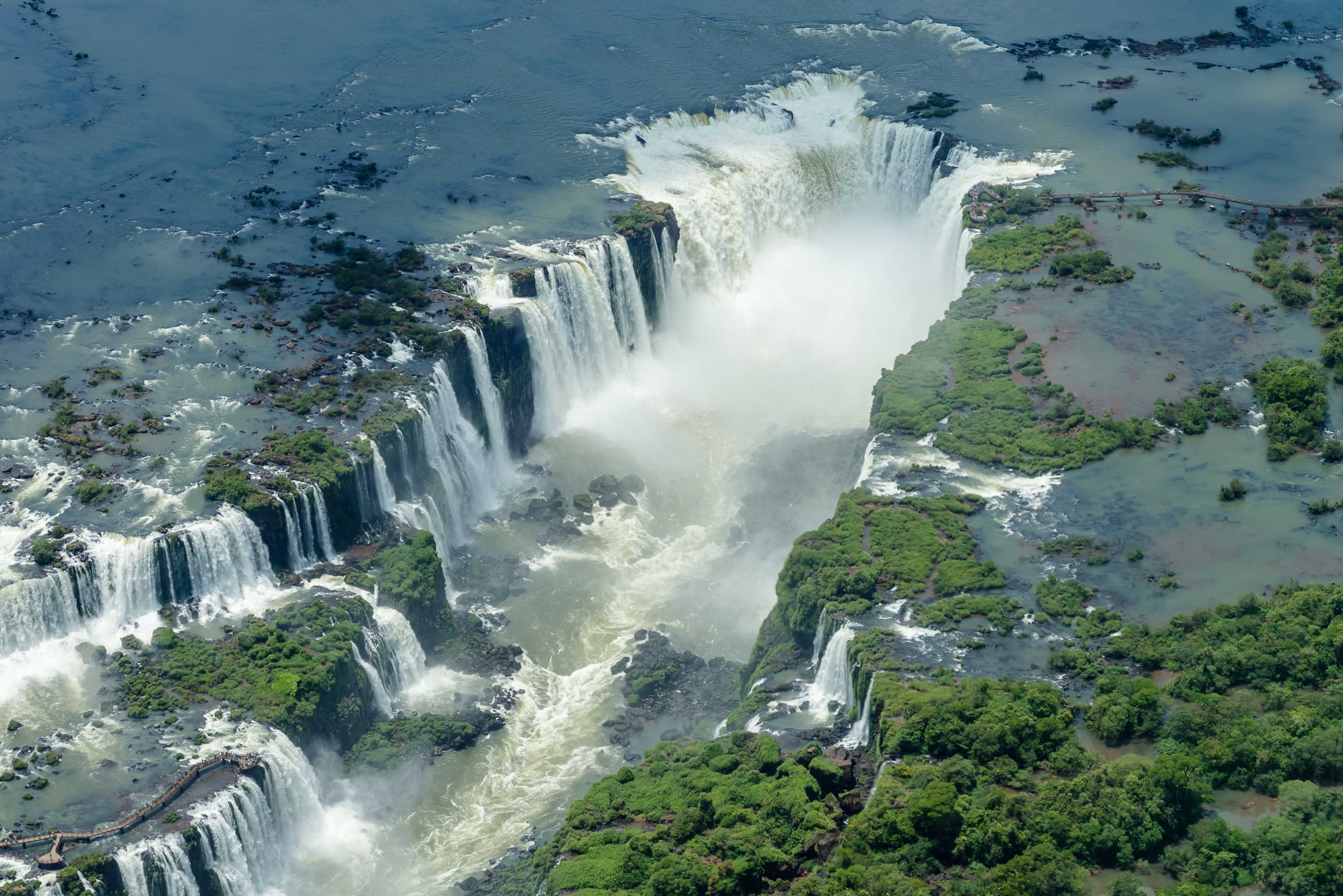
Vodopády Iguaçu mezi Brazílií a Argentinou
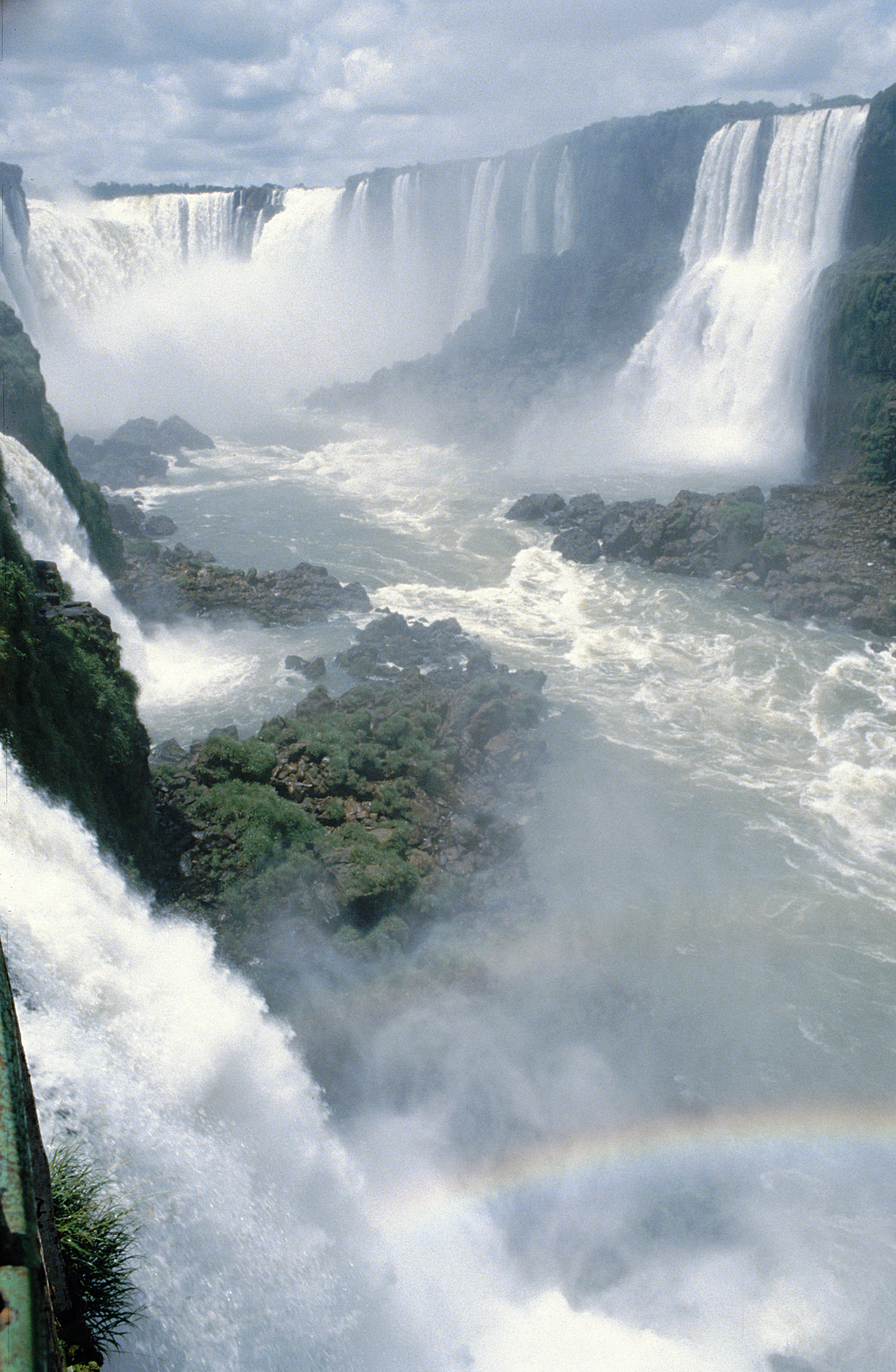
Vodopády Iguaçu, pohled do Ďáblova Chřtánu
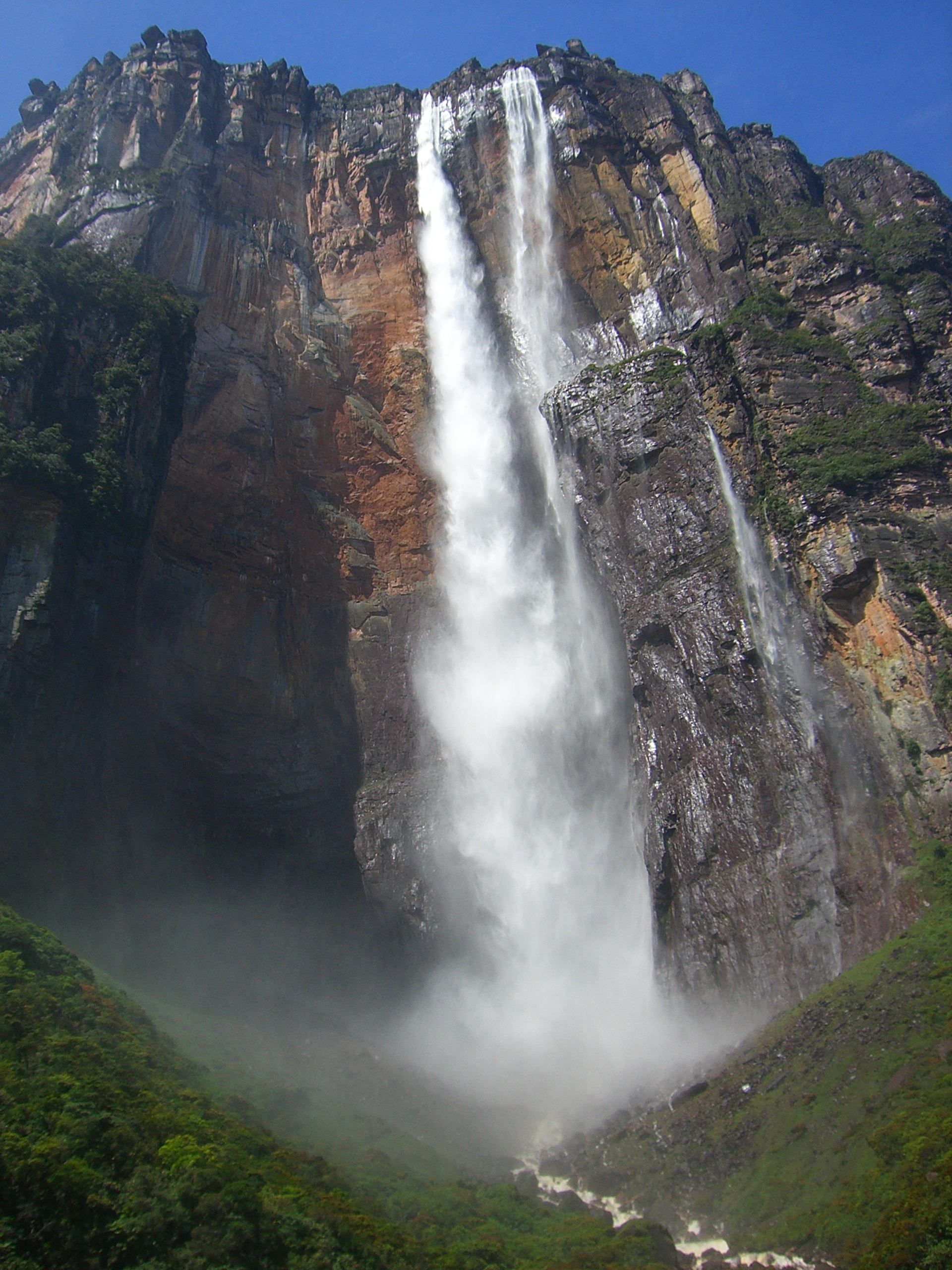
Angelův vodopád, nejvyšší volný vodopád světa
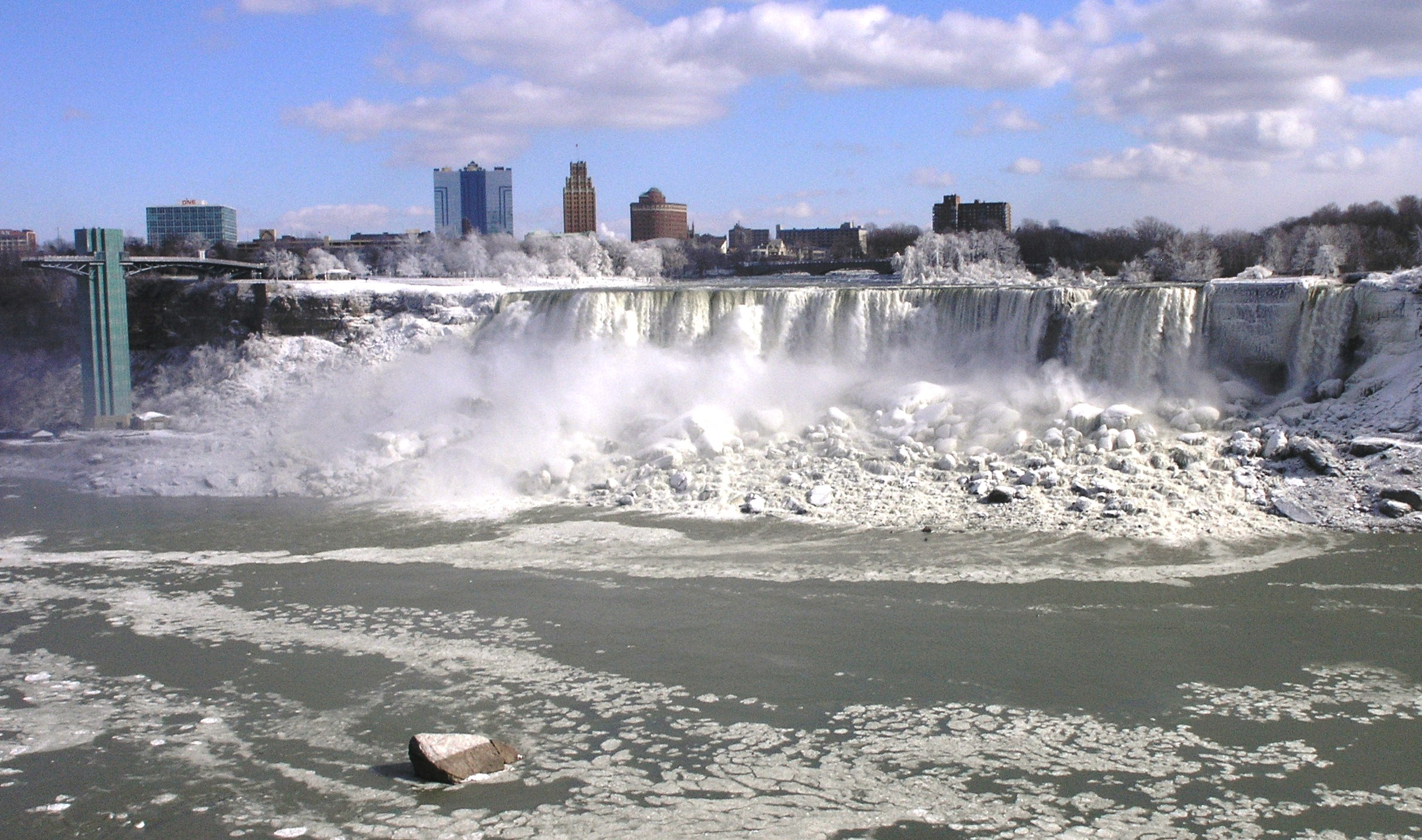
Niagarské vodopády v zimě
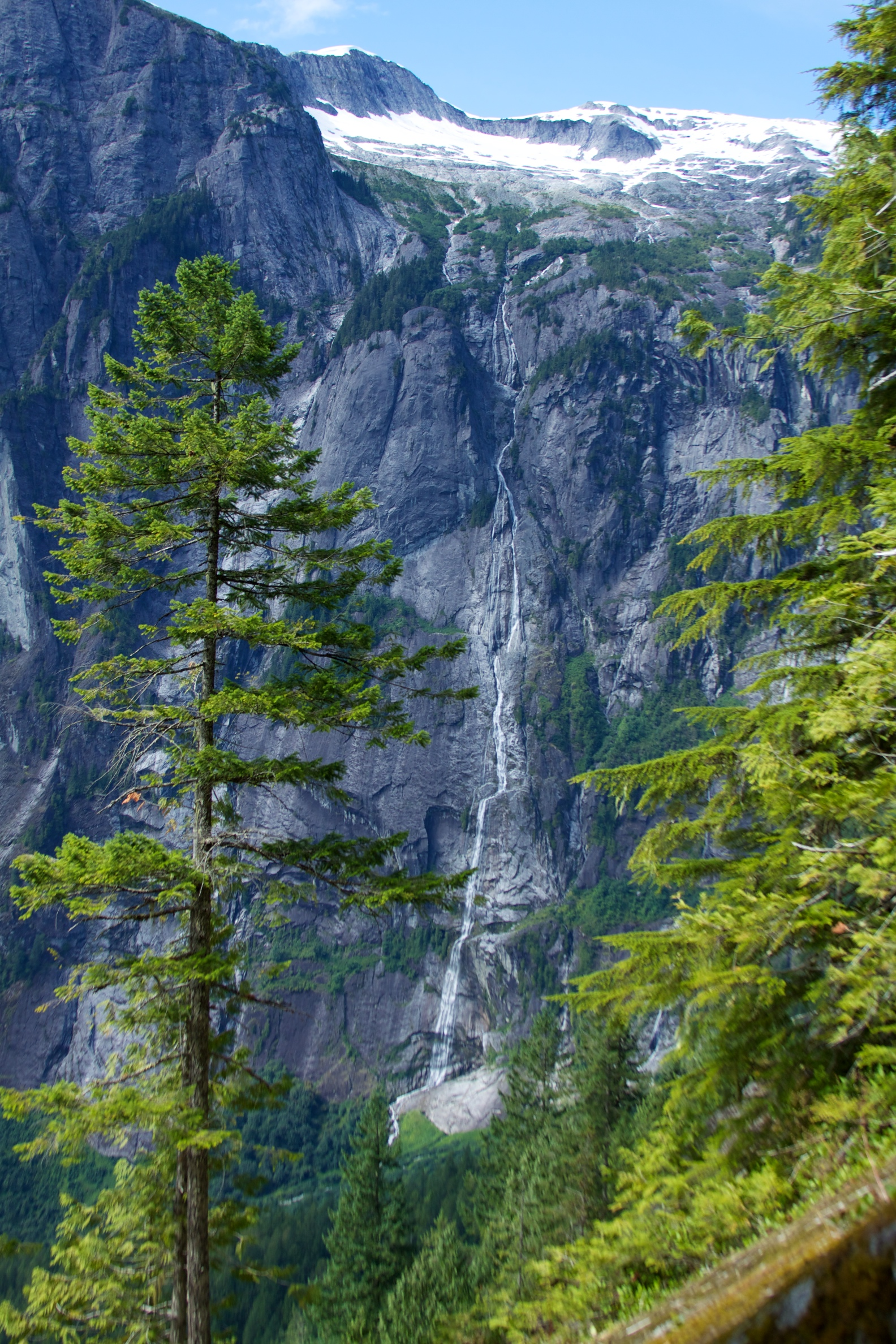
James Bruce Falls, Britská Kolumbie, Kanada
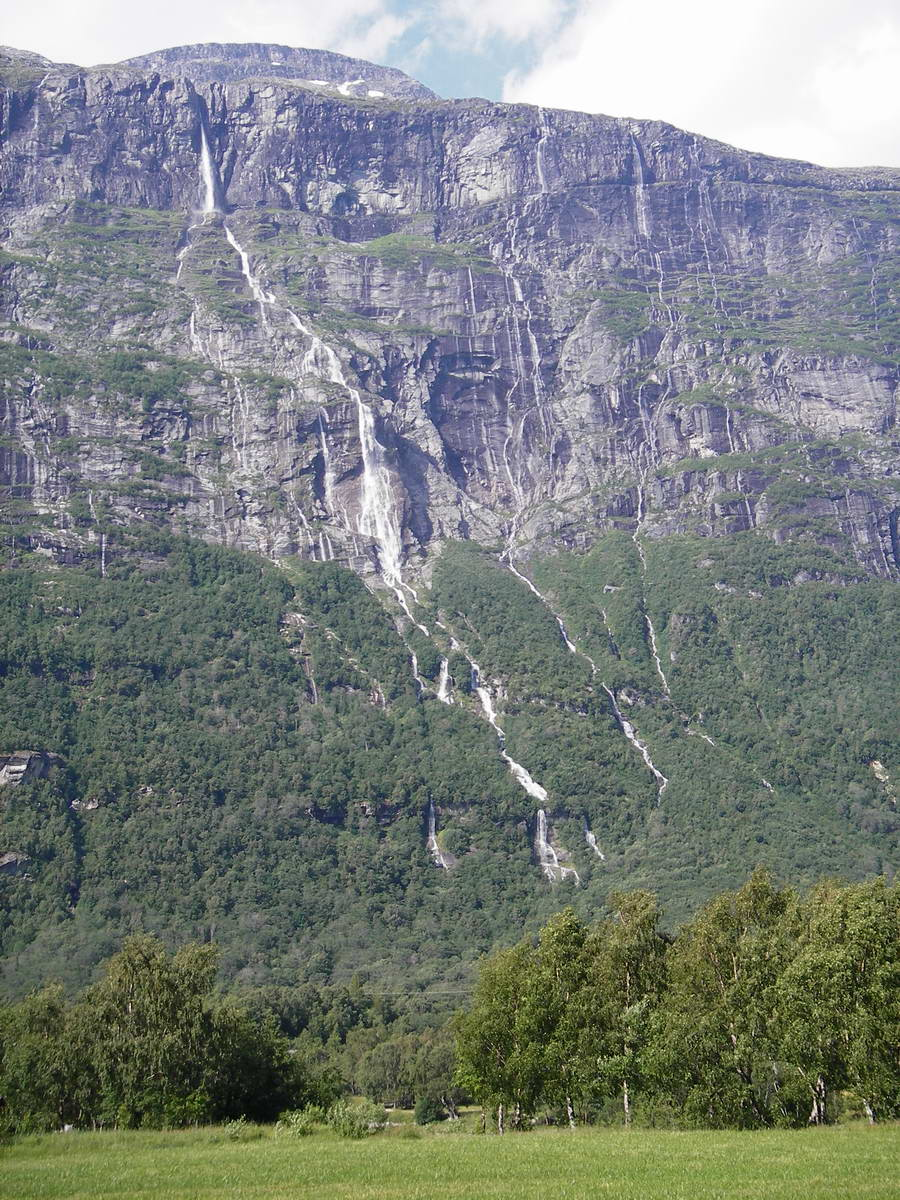
Vodopád Vinnufossen (nebo Vinnufallet) v Norsku
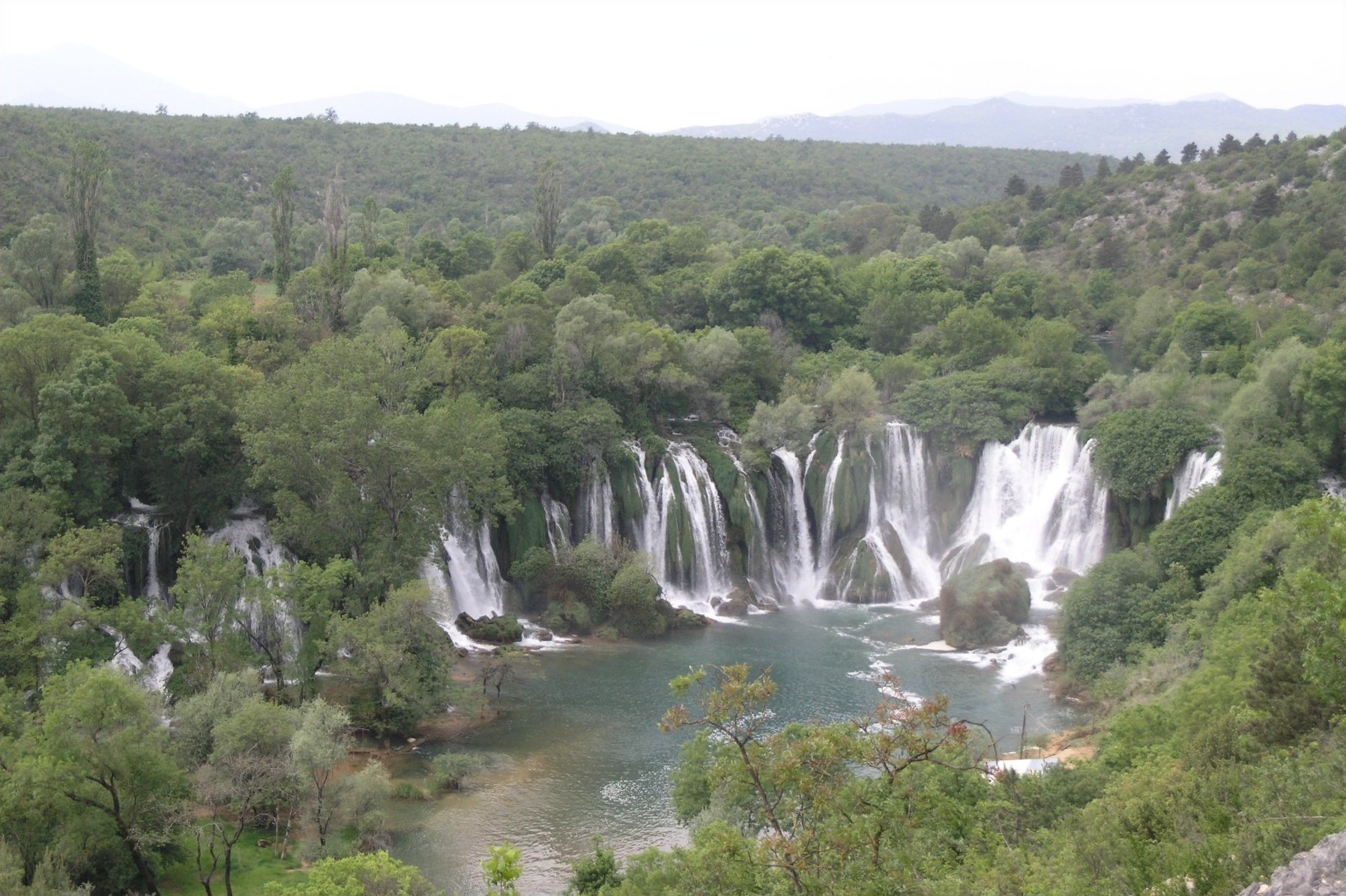
Vodopády Kravica v Hercegovině